# مهرجان الحب (فلم)
مهرجان الحب فيلم مصري من إنتاج العام 1958.

## قصة الفيلم
يلتقي (سمبوكسة) الفنان الشاب مع (نجوى) ابنة مدير جماعة محبي الفنون الشعبية، أثناء تواجدهما بأحد السفن المتجهة إلى بيروت وهما في حالة سُكرٍ ويقرران الزواج، يشربان ويسكران ليستيقِظا ويجدا أنهما قد تزوَّجا، وفي الصباح ينتبهان لما فعلاه، ويفيقان على الواقع الأليم أن كلٍ منهما لا يربطه بالآخر أي شيء، ولا يوجد إعجاب ولا حب بينهما، ومع وصولهما إلى بيروت يقرران الطلاق، فتقوم (نجوى) بإثارة غيرته عن طريق أحد الأشخاص حتى يشتعل الحب في قلبه من جديد .

## الممثلين
صباح بدور نجوي
أحمد رمزي بدور سمبوسكة
مديحة يسري بدورها مديحة يسري
عبدالمنعم مديولي
إدمون تويما
جاكلين
علية فوزي
حسين إسماعيل
حسن فايق
سامية رشدي
محمد سلمان

## أغاني الفيلم
| الأغنية            | كلمات          | ألحان       | غناء |
| ------------------ | -------------- | ----------- | ---- |
| يابو الدلال        | فتحي قورة      | محمد الموجي | صباح |
| يابو سمرة          | توفيق بركات    | عفيف رضوان  | صباح |
| بسم الله يا هانم   | فتحي قورة      | منير مراد   | صباح |
| ياليالي الحب تعالي | فتحي قورة      | عفيف رضوان  | صباح |
| امانة يا اهل الهوى | مرسي جميل عزيز | محمد محسن   | صباح |